# Gastronorm

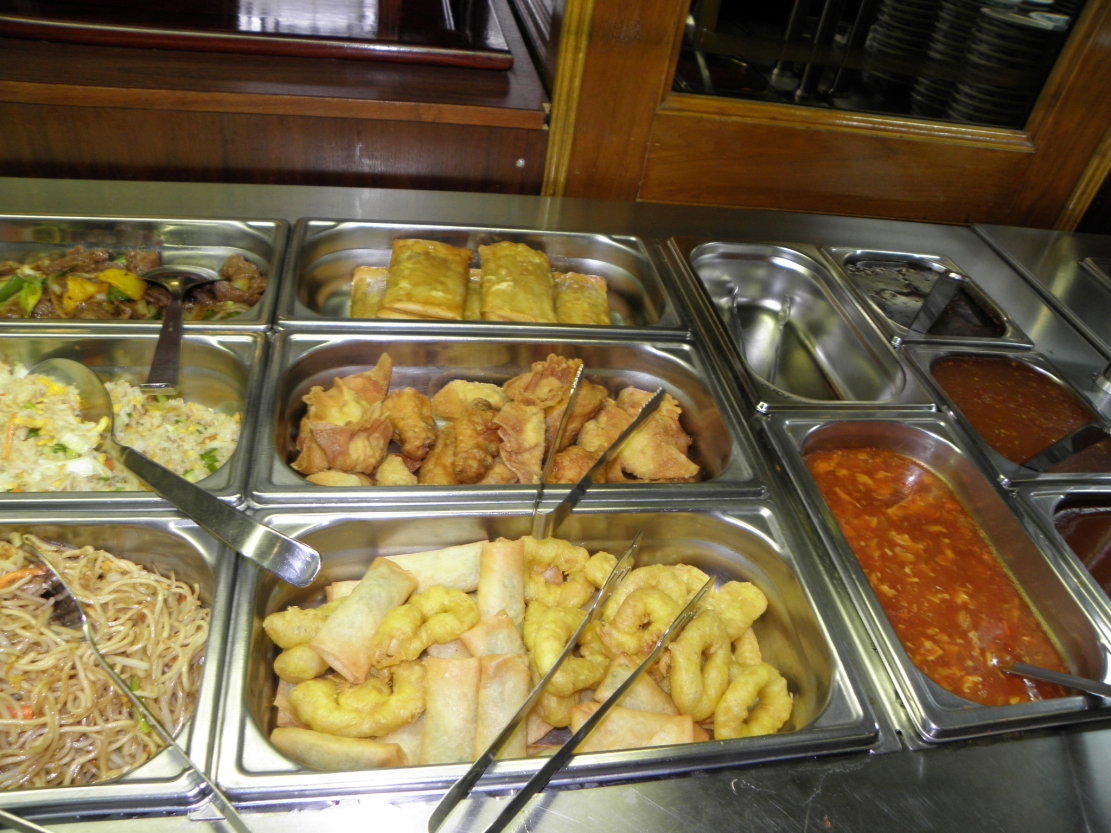
Stalen bakken in GN-maten in gebruik voor een warm buffet in een Chinees restaurant in Duitsland.

Gastronorm, vaak afgekort tot GN is de in restaurants en cateringbedrijven gebruikte maatindeling van bak- en braadsystemen en opbergsystemen van voornamelijk roestvast staal en voedselveilige kunststof.
Gastronorm is in Zwitserland binnen het vakgebied bedacht omdat het opbergen in de koeling en het bakken in oven vroeger vooral in gescheiden systemen plaatsvond, wat veel bewerkelijker is, veel verspilling met zich mee bracht en onveilig is in de behandeling van voedsel. Door de introductie van roestvaststalen bakken met een standaardafmeting is het mogelijk om in één bak zowel voor te bereiden, te koelen, na te behandelen, in de oven te plaatsen, op te maken en uit te serveren. De kunststof deksels van de roestvaststalen bakken kunnen niet in de oven.
De witgoedindustrie heeft de maatindeling overgenomen en de professionele apparatuur wat betreft indeling en toegankelijkheid aangepast aan de breedte van de 1/1 bak. Het betreft niet alleen de koeling en de ovens; ook wagens, serveerboys, lades in werkbanken, koelvitrines, warmhoudplateaus en wasmachines zijn geheel ingesteld op gastronorm.
De maten (volgens de Europese Norm EN 631) zijn afgeleid van de Gastronorm-maat 530 mm x 325 mm. Deze maat wordt ook wel 1/1 Gastronorm of de basisformule genoemd. De maten kunnen zowel worden vergroot (tot 2/1 van de basisformule) als verkleind (tot 1/9). De maten zijn (op volgorde van grootte):
- GN2/1 650 * 530
- GN1/1 325 * 530
- GN2/3 325 * 354
- GN1/2 325 * 265
- GN2/4 162 * 530
- GN1/3 325 * 176
- GN1/4 162 * 265
- GN1/6 162 * 176
- GN1/9 108 * 176

In een tabel:
| Lengte →  | 650   | 325   | 162   | 108   |
| ↓ Breedte |       |       |       |       |
| --------- | ----- | ----- | ----- | ----- |
| 530       | GN2/1 | GN1/1 | GN2/4 | -     |
| 354       | -     | GN2/3 | -     | -     |
| 265       | -     | GN1/2 | GN1/4 | -     |
| 176       | -     | GN1/3 | GN1/6 | GN1/9 |

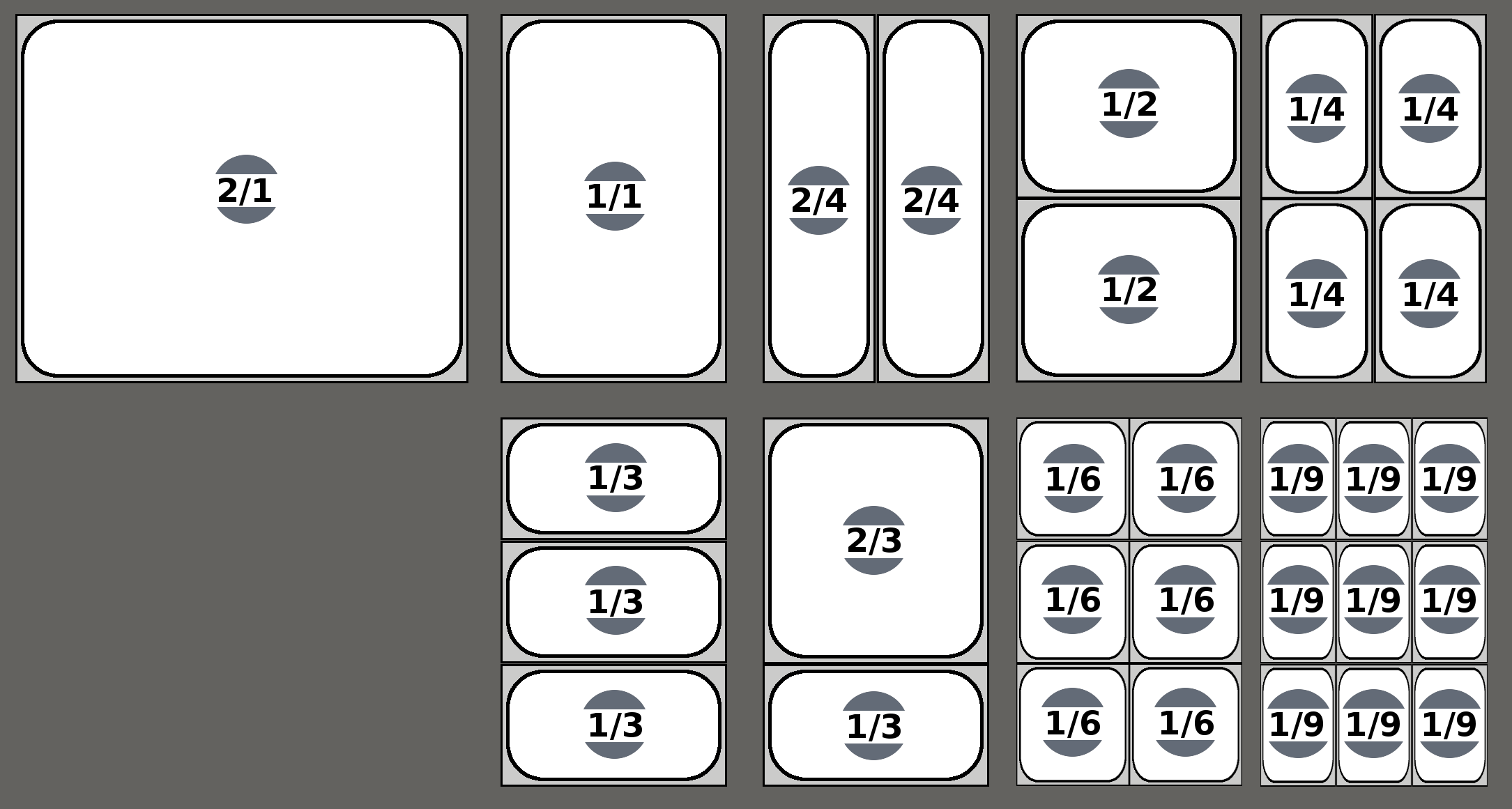
Gastronorm, overzicht van beschikbare maten

De diepte van de bakken is eveneens gestandaardiseerd:
- 20 mm
- 40 mm
- 65 mm
- 100 mm
- 150 mm
- 200 mm